# 甘デジ
甘デジ（あまデジ）とは、パチンコの機種分類の一つで、比較的大当たり確率が高めのデジパチを指す通称。甘デジの「甘」とは、大当たり確率が甘い（＝当たりやすい）という意味である。
当初は「甘デジ」とされる大当たり確率の線引きにばらつきが見られたが、2009年現在パチンコ雑誌・パチンコメーカー等においては概ね「大当たり確率が100分の1前後のデジパチ」という定義に収束しつつある。
類義語として「ハネデジ（デジハネ）」がある。こちらは「羽根モノのように当たりやすいローリスクなデジパチ」というところから名づけられたが、「ハネデジ」という呼称では「羽根モノとデジパチの複合タイプの機種」との区別がつきにくいこと、また「甘デジ」に分類される機種のほとんどは羽根を持たないことから、現在は実態により近い「甘デジ」の言葉の方が使われることが多い。

## 特徴
一般的なデジパチ（ミドルスペック・フルスペック）の大当たり確率が約300〜400分の1であるのに対し、甘デジのそれは3倍以上であるため、比較的大当たりが引きやすくなっている。その代わり、大当たりしたときに得られる出玉の数が約3〜5分の1に抑えられている。基本的に同一機種のバリエーションとして、ミドルスペックと同時か数ヶ月遅れて発売される事が多い。
大当たりしやすい分だけ手元に出玉を得られるチャンスが増すという点では打ち手に有利な点はあるが、当たりやすいとはいえミドルスペック並、あるいはそれ以上ハマることもあるので、必ずしも「当たりやすい＝勝ちやすい」とは限らない。

## 歴史

### 甘デジ登場まで
1980年代に登場し、パチンコ機の主流となっていったデジパチだが、その出玉性能には長らく変化がなかった。（大当たりの出玉が約2000〜2400個）大当たりしやすい機種として羽根モノが多く設置されていたこと、低い交換率やラッキーナンバー制などの営業形態が多く、大当たりの出玉が少ないデジパチの需要が少なかったことが挙げられる。中には「ファンキードクター」（マルホン工業）のような例外的な機種もあったが、それらは当たりやすさよりは激しい連チャン性が特徴であった。
やがて高交換率・無制限営業の営業形態が主流になることで、出玉の少ない機種が容認される状況になった。1998年に発売された奥村遊機の現金機「加トちゃんワールド」（大当たり確率1/67）は現在の甘デジの仕様に近い機種であり、奥村遊機はその後も「〜ワールド」シリーズを発売していく。
甘デジ仕様のCR機が初めて登場したのは、2003年冬発表の「CRモグッテお宝T5SS」（奥村遊機、大当たり確率1/79.3）である。当時のパチンコ機の規則では、次回大当たりまでの確変突入率が50%以下に制限されていたため、100%・5回転限定のSTを搭載して、連チャン性を補っていた。2004年にはほぼ同様の仕様でサミーから「CRマーメイドザブーンST」も発売されたが、2004年のパチンコ機規則変更までに甘デジに参入したのはこの2社に留まった。

### 本格的な普及
2004年のパチンコ機規則変更により、確変突入率をはじめとするいくつかの規制が緩和され、パチンコ機の機種仕様に幅が生まれることになった。これを機に甘デジに参入するメーカーが相次ぎ、大手では2005年にニューギン・平和・三洋物産、2006年にはSANKYO・京楽産業.などが甘デジスペックの機種を発表した。
またこの頃は、1/100前後の大当たりを有するスペックに愛称を付けるメーカーが現れた頃でもあり、サミーが「デジハネ」、奥村遊機が「楽パチ」という愛称を付けている。メーカーで初めて「甘デジ」という愛称を用いたのは平和の「CRサバンナキングPJ」である。「デジハネ」・「楽パチ」が共に商標登録された上での使用に対し、平和は「甘デジ」の商標登録をしなかった。このため「甘デジ」が1/100前後の大当たりを有するスペックの通称として広く用いられるようになった。
ここ最近の動きとして、ミドルスペック並の出玉（約1000〜1500個）が得られる比率を引き上げる代わりに、大当たり確率を1/100よりやや低くする機種の発表が相次いでいる。主な機種として「CRA叶姉妹危機一髪!」（オリンピア、大当たり確率1/118.4）、「CRA新お天気スタジオ」（平和、大当たり確率1/135.7）などがある。

## その他
「甘デジ」という語は、タイヨーエレックが2006年に商標出願を行っている。しかし特許庁はこの出願を拒絶した。その理由として特許庁は拒絶査定不服の審決（不服2007-3612）の中で、スポーツ紙やウィキペディア日本語版、Yahoo!知恵袋等の使用例を挙げつつ、
「アマデジ」「甘デジ」の文字は、「大当たり確率が甘い機種」等の意味を有する語として、パチンコ業界やパチンコ愛好者の間においては、商品の品質を表示するものとして採択・使用され、取引等に資されている実情が認められるものである。
と、「甘デジ」は商標法第3条1項3号の「商品の品質を表示する標章」にあたるため、としている。